# Толя Стоицова
Толя Ангелова Стоицова е български доктор на психологическите науки и професор по социална и медийна психология.

## Биография
През 1974 г. завършва 114-а английска гимназия в София, а през 1979 г. завършва английска филология и психология в Софийския университет. През 1986 г. получава докторска степен по психология с дисертация на тема „Невербални индикатори“.
Като старши научен сътрудник в Института по психология на БАН е била научен секретар и заместник-директор. В периода от 1995 до 2007 г. е главен редактор на сп. „Психологични изследвания“.
През 2004 г. получава степен доктор на науките с дисертация на тема „Интегративност на човешката комуникация. Медии и насилие“.
Професор в Нов български университет от 2007 г.
Специализирала е в Австрия, Холандия, Германия и има дългогодишно сътрудничество с Феноменологичния център на Университета на Тенеси, Ноксвил, САЩ. През 2008 – 2009 г. тя е гост-професор в Университета на Калифорния в Санта Барбара.
Води курсове в областта на психологията и комуникацията в различни университети и колежи, включително и на английски език.
Участва в множество тренинги и обучения, над 20 научноизследователски проекти, национални и международни, с доклади и презентации в научни форуми, национални и международни – конгреси, конференции, семинари, кръгли маси.
Членува в следните организации:
- Дружество на психолозите в България
- Съюз на учените в България,
- APPRA
- Европейска асоциация по социална психология

### Книги
- (1992). И усмивката може да бъде заповед. Как да се научим да разбираме езика на тялото, ЕВРОПРИНТ, С., 127 с.
- (1998). Живеем с другите. Социалнопсихологични проблеми, С., НБУ, 231 с.
- (2001). Психология. Учебник за 9 клас на СОУ. 117 с. Стоицова, Т., Куманова, М. и Н. Венелинова (2002). Добрият имидж – залаг за успех. Съвременни проблеми на административните дейности. С., Институт по публична администрация и европейска интеграция, 2, 128 с.
- (2004). Лице в лице с медиите. Въведение в медийната психология. Издателство „Просвета“, С., 292 с.
- Pollio, Haward R., Stoitsova, Tolya and Anne Snellen. (2011). Life and Death in a Time of Terror., S. New Bulgarian University, 323 p.

### По-важни студии и статии от последните години
- (2000). Езикът на тялото на Едуард Хол и екранният език на Умберто Еко: Психология и медиязнание. – В: Вл. Михайлов (Ред.) Годишник на НБУ – Департамент по масови комуникации, С., с. 8 – 19.
- (2002). Медийни ориентации и отношение към насилието в медиите. Психологични изследвания, кн. 2, 23 – 39.
- (2004). Възраждане на феноменологичния подход: начин на разбиране на човека и на неговия свят. Годишник на Департамента по масови комуникации, НБУ, 3 – 18.
- Stoitsova, T. and Tsvetanska, S. (2004). Cognitive Age as a Mediator Between Motivation and Communication in Relation to EU Accession Period. Психологични изследвания, кн. 2, с. 32 – 48.
- Stoitsova, T. and H.R. Pollio (2005). Phenomenology of Terror in Mass Media: Cross-Cultural Perspective, in: E. Yanakieva and M. Terzieva (Ed.), e-списание: Journal of International Research Publications, Vol. 1 Issue Humanities, pp.3 – 10, ISSN: 1311 – 8978, Bulgaria, www.ejournalnet.com и е-публикация, ISBN 954-9368-09-2, Humanities, Scientific articles, Vol. I, pp. 27 – 33.)
- (2007). Невербалната комуникация, новите технологии и социалната практика. Годишник на Департамента по масови комуникации 2006, НБУ, електронно издание, ISSN 1310 – 8670, с. 4.
- Stoitsova. T. & Snellen, A. (2007). Newspaper Language and the Experience of Terror: A Cross-Cultural Understanding. In: M. Ramirez, L.M. Commons & S. J. Sinclair (Eds) Special Issue of Terrorism Research, the Journal of the Society for Terrorism Research (25th CICA and 1st STR 2007 Conference on Interdisciplinary Analyses of Aggression & Terrorism)
- Stoitsova, Tolya, Charles Choi, Howard Giles, Valerie Barker and Christopher Hajek (2009). Reported Compliance in Police-Civilian Encounters: The Roles of Accommodation and Trust in Bulgaria and the United States. Психологични изследвания, кн. 1, 99 – 116.
- (2011). Отново към въпроса – какво правим ние с медиите: Кибертормозът – дефиниране, проблеми, интернационализъм. Годишник на Департамента по масови комуникации 2010, НБУ, електронно издание, ISSN 1310 – 8670
- Стоицова, Толя. Майер, Мира. (2013). Неясният силует на Хизбула: Един щрих към медийния портрет на организацията. Годишник на Департамента по масови комуникации 2013, НБУ, електронно издание, ISSN 1310 – 8670
- (2014). „Хизбула“ в огледалото на българската пресата на фона на конфликта в Сирия: Една година по-късно. Годишник на Департамента по масови комуникации 2014, НБУ, електронно издание, ISSN 1310 – 8670
- (2014). Метафорите в медийния език на тероризма: Образът на „Хизбула“ в български всекидневници. Изследване на в. 24 часа, в. Труд и в. Дневник. Сп. Психологични изследвания, БАН, кн. 3.
- (2016). Лидерство и комуникация в организациите. Доклад на международна конференция „Лидерство и организационно развитие“, Китен.